# Forte Dossaccio
Il forte Dossaccio (in tedesco Werk Dossaccio) è un forte militare austroungarico, situato nei pressi di Paneveggio, frazione di Predazzo, in provincia di Trento. Il forte appartiene allo "sottosbarramento di Paneveggio" facente parte dello "Sbarramento Passo Rolle" del "Subrayon IV" del grande sistema di fortificazioni austriache al confine italiano.

## Storia
Il forte è posizionato a quota 1838 metri sul monte omonimo nei pressi di Predazzo. Il forte fungeva da baluardo alle incursioni da oriente verso la valle del torrente Travignolo.
Il forte disponeva di un collegamento telefonico e ottico-telegrafico con i vicini forte Buso e forte Someda; era inoltre collegato con la centrale telefonica di Predazzo e San Martino.
Subito dopo l'inizio della guerra i cannoni vennero spostati al di fuori del forte e le cupole corazzate smontate. Al loro posto vennero piazzate delle cupole in cemento con dei tronchi inseriti, simulando così la piena efficienza del forte per confondere gli italiani.
Il forte è raggiungibile in 1,5 ore affrontando un dislivello di circa 300 metri. Lungo la SS50, provenendo da Rolle, circa 100 metri più oltre di Paneveggio, si trova una strada forestale nei pressi dell'attraversamento del rio di Costagnella - Lusia.